# Ji-shū
Die Ji-shū (japanisch 時宗; etwa: „Zeit-Schule“) ist mit ca. 500 Tempeln und zwischen drei- und vierhunderttausend Anhängern nach der Jōdo-Shinshū und der Jōdo-shū die drittgrößte der amidistischen Schulen des Buddhismus in Japan. Der Name leitet sich von der hauptsächlichen Doktrin der Schule ab, die darin besteht, das Nembutsu zu allen Zeiten zu singen.

## Geschichte

### Kamakura-Zeit

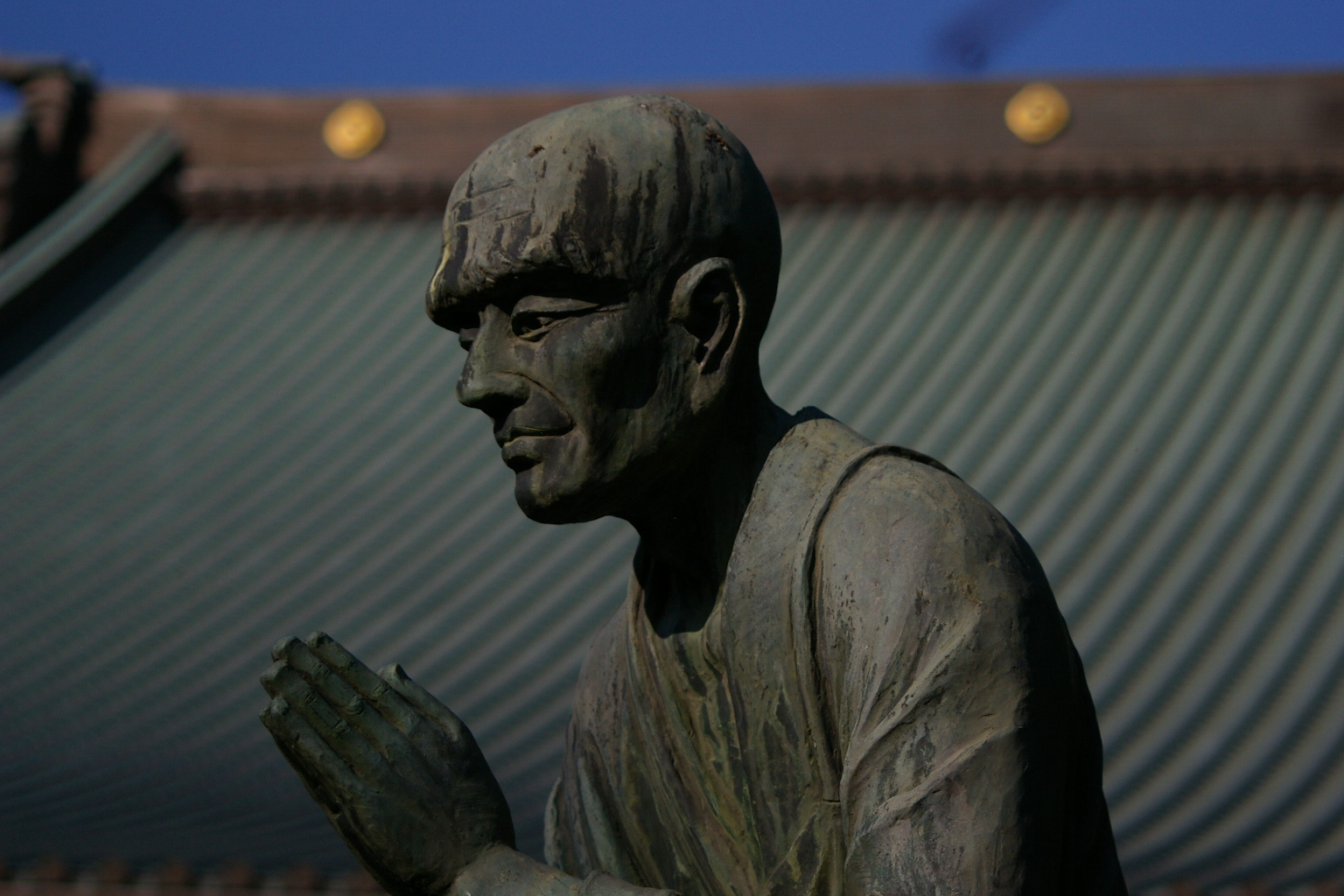
Ippen, Shōjōkō-ji, Fujisawa

Die Gründung der Ji-shū geht zurück auf den Priestermönch Ippen (一遍; 1234–1289) der Jōdo-shū (dort Schüler von Shōtatsu (聖達); 1203–1279) aus der Samurai-Familie Kōno in der Provinz Iyo. Ippen ging nach dem Tod seines Vaters auf eine Pilgerschaft und verbrachte drei Jahre in einer Einsiedelei auf einem Berg, wo er das Nembutsu praktizierte, bis er 1274/75 in die Provinz Kii reiste, um dort die heiligen Kumano-Berge aufzusuchen. Während einer spirituellen Krise über Menschen ohne Glaube soll ihm dort die Gottheit (権現, gongen) von Kumano, im damaligen kami-buddhistischen Synkretismus als Manifestation (垂迹, suijaku) Amidas vorgestellt, erschienen sein, die ihm verkündete, dass die Wiedergeburt des Einzelnen im Reinen Land Amidas einzig von Amidas Erleuchtung abhänge. Glaube sei irrelevant; wichtig sei bloß, sich ganz und gar dem Nembutsu zu überantworten, es zu rezitieren und andere zu dieser Praxis zu bekehren, so dass Amida durch seine Andere Kraft die Menschen erretten könne.
Aufgrund dieser Offenbarung beschäftigte sich Ippen bis zu seinem Tod mit Wanderschaften (遊行, yugyō) durch die ländlichen Gebiete Japans und dem Austeilen (賦算, fusan) von Täfelchen, auf denen das Nembutsu und das Rokujūmannin (六十万人; ein Vers in vier Zeilen, der die Essenz von Ippens Lehre beinhaltet) geschrieben war. Darüber hinaus entwickelte er um 1279 auch die Praxis, das Nembutsu während eines ekstatischen Tanzes zu singen (踊念仏, odori nembutsu).
Während seiner Aktivitäten scharte er Gruppen von Anhängern (auch Frauen und Menschen aus Berufen, in denen man töten musste, wie Samurai und Fischer) mit je ca. 20 Mitgliedern um sich, von denen er in aller Strenge zum Behuf der völligen Hingabe an das Nembutsu die Aufgabe aller Objekte der Anhaftung, wie Familie oder Besitz verlangte. Verstöße gegen die Gebote von Zölibat und Armut (erlaubt waren nur 12 Standard-Gegenstände) wurden mit Ausschluss aus dem Register (勧進帳, kanjinchō) der Ji-shū bestraft, in dem die Namen derjenigen verzeichnet waren, denen die Wiedergeburt im Reinen Land Amidas garantiert sei (dies konnte auch postum geschehen). Die Anhänger von Ippens Gemeinde wurden individuell sute hijiri (捨聖; etwa „Entsagende Heilige“) genannt, die Gemeinden als solches hießen zu dieser Zeit Ji-shū (時衆; „Zeit-Leute“, Ippen hatte nicht die Absicht, eine eigene Schule zu gründen), da Ippen den Tag in sechs Abschnitte einteilte und für jeden Abschnitt acht Mitglieder das Nembutsu singen ließ, wodurch ein kontinuierlicher Gesang erwirkt wurde.

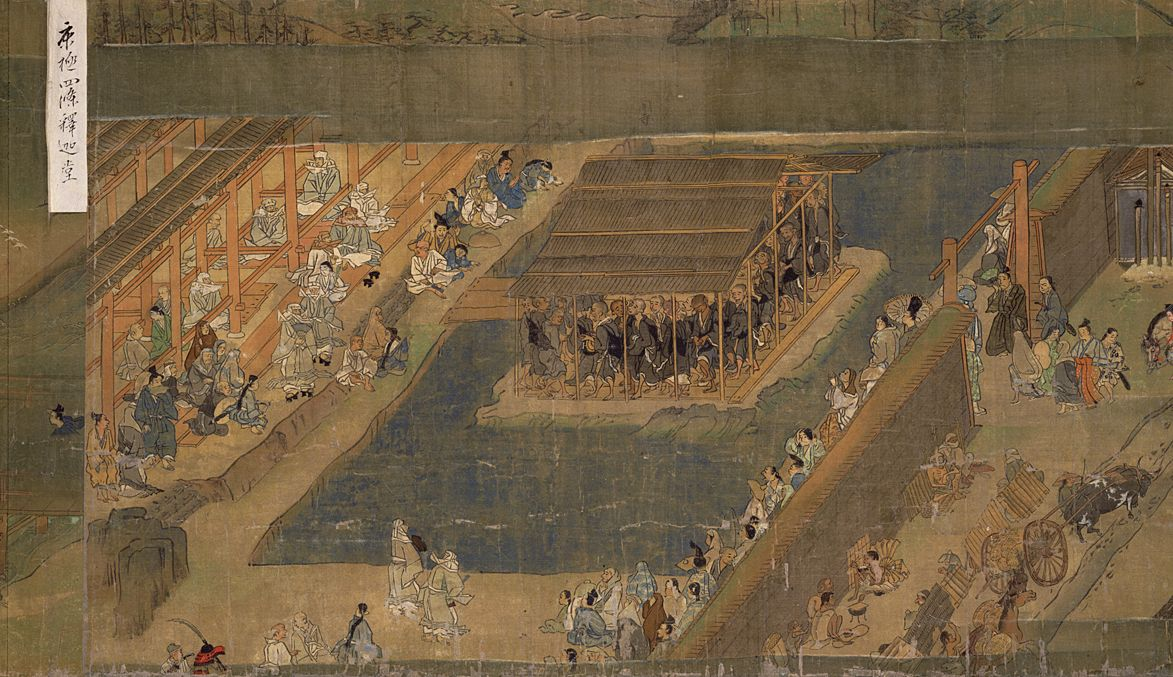
Illustrierte Biographie Ippens, 1299

1282 versuchte Ippen mit seiner Anhängerschaft Kamakura (Sitz des damaligen Kamakura-Shōgunats) zu betreten, um dort zu missionieren, wurde aber vom Regenten und Zen-Patron Hōjō Tokimune der Stadt verwiesen, wonach die Gemeinden in westlicher Richtung in die Gegend um Kyōto zogen, wo sie spektakuläre Erfolge auch bei etablierten Tempeln und Schreinen verzeichnen konnten.
Nach Ippens Tod im heutigen Kōbe war die Ji-shū kurzfristig in einem sehr konfusen Zustand, da Ippen keinen Nachfolger bestimmt hatte. Sieben seiner Schüler ertränkten sich, um ihrem Meister ins Reine Land zu folgen. Einer der Schüler, Shinkyō (真教; 1233?–1316; auch Ta-A (他阿)), sammelte eine kleine Gruppe von Schülern, mit denen er zum Berg Tanjō zog, wo sie das Nembutsu singen und dabei zu Tode fasten wollten, wurden aber vom dortigen Feudalherren davon abgebracht und zum Fortführen der Tradition Ippens von fusan und yugyō bewegt, deren Anführerschaft Shinkyō übernehmen sollte.
Shinkyō führte zwei besondere Neuerungen ein: Nach einem Schlaganfall im Jahr 1303 zog er sich in den Taima-dōjō in der Provinz Sagami zurück und überantwortete seine Vollmachten und Pflichten seinem Schüler Chitoku (智得; auch Ryō-A (量阿)). Der Taima-dōjō wurde später als Muryōkō-ji (無量光寺) bekannt, der erste Tempel des Ruhestand-Systems namens dokujū (独住). Des Weiteren übergab er ihm seinen religiösen Namen, Ta-A (他阿). Beides sollte in der Schule Tradition in der Nachfolge von Lehrer zu Schüler werden.
Als Shinkyō 1316 starb, ging Chitoku seinerseits in den Ruhestand am Muryōkō-ji und übergab die missionarischen Pflichten an seinen Schüler Eei (恵永) bzw. Donkai (呑海; 1265–1327; auch U-A (有阿)). Als Chitoku im Jahr 1319 starb, wollte auch Donkai in den Ruhestand gehen, wurde davon aber von Mönchen am Muryōkō-ji abgehalten, die ihm vorwarfen, von Chitoku exkommuniziert worden zu sein. Donkai war allerdings im Besitz des Mitgliederregisters der Ji-shū und konnte daher mit anderen Mönchen ein neues Hauptquartier am nahegelegenen Fujisawa-dōjō (später: Shōjōkō-ji bzw. Yugyō-ji) aufbauen. Dieser neue Zweig hieß später Yugyō-ha, während der Zweig um den traditionellen Muryōkō-ji mit den Grabstätten von Chitoku und Shinkyō als Taima-ha bekannt wurde.
Donkais Nachfolger wurde im Jahre seines Todes (1327) sein Schüler Ankoku (安国; 1279–1337), der aus dem Fujisawa-dōjō den Ruhetempel für in Ruhestand gegangene Priestermönche machte, während aktive den Konkō-ji in Kyōto verwendeten.

### Muromachi-Zeit
In der Muromachi-Zeit erreichte die Ji-shū den Zenit ihrer Größe und Macht als stärkste Schule des Amida-Buddhismus in Japan. Die fixen Tempel konnten sich der Gönnerschaft des Adels erfreuen, Rituale wurden zum Wohle des Landes abgehalten und viele Personen des kulturellen Lebens dieser Zeit, die Anhänger der Ji-shū waren, nahmen das Suffix Ami (阿弥; Abkürzung für Amida) in ihren Namen auf, darunter insbesondere Renga-Dichter und Nō-Schauspieler (z. B. Kan’ami, Zeami) und Militärgeistliche bzw. -ärzte der Daimyō (陣僧, jinsō).
Besonders wichtig für diese Entwicklung waren die Bemühungen des 12. Nachfolgers der Yugyō-ha, Sonkan (尊観; 1349–1400) aus dem südlichen Kaiserhaus (s. Nanboku-chō), der enge Verbindungen der Schule mit dem südlichen Hof in Yoshino bei Nara aufbaute, sowie der besondere Schutz des Ashikaga-Shōgunats und einiger mächtiger Daimyō zu Beginn des 15. Jahrhunderts.
Durch den rasanten gesellschaftlichen und materiellen Aufstieg zersplitterte die Ji-shū in dieser Zeit allerdings auch stark und es entstanden schließlich die sogenannten zwölf Schulen der Ji-shū:
1. Taima-ha
2. Yugyō-ha
3. Ikkō-ha, begründet durch Ikkō Shunjō (一向俊聖; 1239?–1287?)
4. Okutani-ha, begründet durch Sen-A
5. Rokujō-ha, begründet durch Shōkai
6. Shijō-ha, begründet durch Jō-A
7. Kaii-ha, begründet durch Kai-A
8. Ryōzen-ha, begründet durch Koku-A (国阿; 1314–1405)
9. Koku-A-ha, ebenfalls begründet durch Koku-A
10. Ichiya-ha, begründet durch Sa-A
11. Tendō-ha (nach dem Tempel, an dem Ikkō Shunjō starb)
12. Goedō-ha, begründet durch Ō-A

Der Erfolg der Ji-shū war letztlich auch einer der Gründe für ihren nahezu ebenso rasanten Abstieg: die Tempel waren von den lokalen, weltlichen Machthabern abhängig, unter den unzähligen Wandermönchen tauchten immer mehr auf, die die Wiedergeburt im Reinen Land für Geldspenden versprachen. Selbst das odori nembutsu wurde zu einer Form bezahlter Unterhaltung. Gleichzeitig war die Ji-shū unfähig, auf die immer desolateren gesellschaftlichen Zustände am Ende der Muromachi-Zeit zu reagieren: In der durch zahlreiche kriegerische Konflikte im Inneren bestimmten Sengoku-Zeit war das yugyō eine lebensgefährliche Aktivität geworden, viele Tempel der Ji-shū wurden zerstört. Die Ji-shū verlor auch den Rückhalt in den bäuerlichen Massen, die ihrerseits oft gegen die adligen Feudalherren rebellierten, wodurch in der Folge die wesentlich revolutionäreren Bewegungen des Hongan-ji (Jōdo-Shinshū unter Rennyo) und Nichirens erstarkten. Unter den Samurai konvertierten dagegen viele zu den Zen-Schulen.

### Edo-Zeit
Das im 17. Jahrhundert eingeführte, sogenannte „System der Tempel-Bestätigungen“ (寺請制度, terauke seido), wodurch längere Reisen sehr stark eingeschränkt wurden, bedeutete das praktische Ende für das populäre yugyō. Die Aktivitäten der Ji-shū zu dieser Zeit wurden wesentlich auf die Entwicklung der religiösen Lehre und die Edition religiöser Schriften beschränkt.
Auch die Zersplitterung der Ji-shū fand ein Ende, indem das Tokugawa-Shōgunat die absolute Autorität der Yugyō-ha in der Schule anerkannte und diese so unter dem Vorsteher des Yugyō-ji vereinte.

## Schriften
Die hauptsächliche Schrift der Ji-shū ist Ippens Rokujūmannin (auf eine Übersetzung wird hier wegen der vielfachen Interpretationsmöglichkeiten verzichtet):
| Kanji          | Rōmaji                 |
| -------------- | ---------------------- |
| 六字名号一遍法 | Rokuji myōgō Ippen hō  |
| 十界依正一遍体 | Jikkai eshō Ippen tai  |
| 万行離念一遍証 | Mangyō rinen Ippen shō |
| 中上々妙好華   | Nin chū jōjō myōkōke   |

Ansonsten wird insbesondere das Amitabha-Sutra (阿弥陀経, Amida-kyō) zur Explikation der religiösen Lehren herangezogen. Daneben werden auch das Avatamsaka-Sutra (華厳経, Kegon-kyō) und das Lotos-Sutra (法華經, Hokke-kyō) verwendet.

## Lehre
Die Ji-shū wurde nicht nur stark durch den Nembutsu-Amidismus der Jōdo-shū, sondern auch durch den Tantrismus (Vajrayana) der Shingon-shū beeinflusst. Dies macht sich dadurch bemerkbar, dass schon Ippen glaubte, die Erlangung der Buddhaschaft in diesem Leben sei für den Menschen möglich. Durch die völlige Hingabe an das Nembutsu würden Geist, Handlungen, Rede und Leben des Menschen identisch mit Geist, Handlungen, Rede und Leben des Buddhas Amida.
Das Nembutsu, durch seine Andere Kraft aktualisierte Repräsentation Amidas, transzendiert in der Lehre der Ji-shū alle Formen des Karma, schließlich auch die Dualität von Ego und Amida. In den Worten Ippens: „Das Nembutsu selbst singt das Nembutsu“.